# Bãi biển hõm

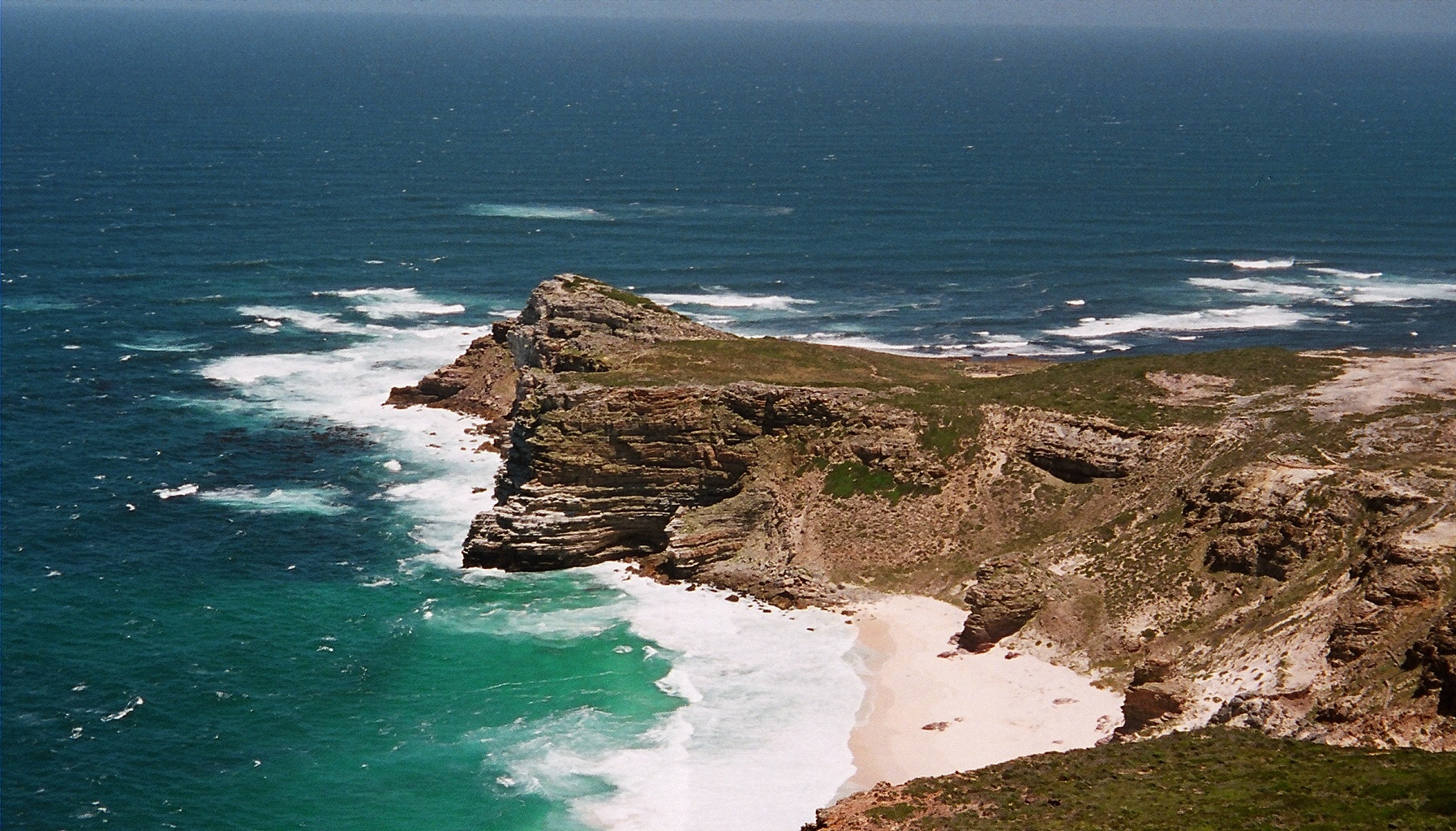
Bãi biển hõm ở mũi Hảo Vọng, Nam Phi

Bãi biển hõm là một dạng bãi biển nhỏ (có chiều dài dưới 1 kilômét) bị giới hạn bởi các mũi đất ở hai đầu của bãi biển và hình thành trong các vịnh nhỏ hay tại các đường bờ biển đá. Bãi biển hõm cung cấp môi trường sống biệt lập cho nhiều loài thực vật và động vật.
Bãi biển hõm hình thành từ sự tích tụ vật chất có nguồn gốc từ các mũi đất và vách đá bị sóng biển xâm thực. Cụ thể là, vì có hiện tượng khúc xạ nên sóng biển hội tụ tại các mũi đất và gây xâm thực những mũi đất này, trong khi sóng lại phân kì tại các vịnh nhỏ và khiến trầm tích bị xâm thực tích tụ tại đây. Chú ý rằng lực của sóng, dòng chảy và thủy triều sẽ quyết định loại và lượng trầm tích. Hình dạng của bãi biển hõm tuỳ thuộc vào sự hình thành của đá gốc xung quanh.
Bãi biển hõm có mặt ở khắp nơi trên thế giới và có thể mang nguồn gốc tự nhiên hoặc nhân tạo. Bãi biển hõm nhân tạo thường được xây dựng ở những khu vực không có bãi biển hoặc vì bãi biển tự nhiên khá hẹp. Ở vùng Caribe, người ta xây dựng nhiều bãi biển hõm tại các khu nghỉ dưỡng dọc theo các đường bờ biển đá do những nơi này có quá ít bãi tắm tự nhiên.
Đại dương và con người có thể gây ra nhiều ảnh hưởng tiêu cực lên các bãi biển hõm. Nhiều bãi biển hõm có thể sẽ biến mất khi mực nước biển dâng lên do tình trạng biến đổi khí hậu. Hoạt động kiên cố hoá đường bờ biển của con người có thể gây cản trở và làm giảm lượng trầm tích mới đến với bãi biển hõm. Bên cạnh đó, phân bón và thuốc trừ sâu từ các nông trại, dầu và kim loại nặng do nước mưa cuốn từ mặt đường cùng xà phòng và các chất hoá học nguy hại từ hộ gia đình là những tác nhân gây ô nhiễm các bãi biển hõm.